# Глобальна торгівля відходами
Глобальна торгівля відходами — міжнародна торгівля відходами між країнами для подальшої обробки, утилізації або переробки. Країни, що розвиваються, часто імпортують токсичні або небезпечні відходи з розвинених країн.
У звіті Світового банку «Що таке відходи: глобальний огляд управління твердими відходами» описується кількість твердих відходів, які виробляються в певній країні. Зокрема, країни, які виробляють більше твердих відходів, є більш економічно розвиненими та більш індустріалізованими. У звіті пояснюється, що «як правило, чим вищий економічний розвиток і швидкість урбанізації, тим утворюється більша кількість твердих відходів». Тому країни Глобальної Півночі, які є більш економічно розвиненими та урбанізованими, виробляють більше твердих відходів, ніж країни Глобального Півдня.
Сучасні міжнародні торговельні потоки відходів слідують моделі відходів, які виробляються на Глобальній Півночі та експортуються та утилізуються на Глобальному Півдні. Численні фактори впливають на те, які країни виробляють відходи та в яких обсягах, включаючи географічне розташування, ступінь індустріалізації та рівень інтеграції у світову економіку.
Численні вчені та дослідники пов'язують різке зростання торгівлі відходами та негативний вплив торгівлі відходами з домінуванням неоліберальної економічної політики. З великим економічним переходом до неоліберальної економічної політики у 1980-х роках, зрушення до політики «вільного ринку» сприяло різкому зростанню світової торгівлі відходами. Генрі Жіру, кафедра культурології Університету Макмастера, дає своє визначення неоліберальної економічної політики:
«Неолібералізм… усуває економіку та ринки з дискурсу соціальних зобов'язань і соціальних витрат… Як політика і політичний проект, неолібералізм пов'язаний з приватизацією державних послуг, розпродажем державних функцій, дерегуляцією фінансів і праці, усуненням соціальної держави та профспілок, лібералізацією торгівлі товарами та капітальними інвестиціями, а також маркетизацією та комодифікація суспільства».
Враховуючи економічну платформу приватизації, неолібералізм базується на розширенні угод про вільну торгівлю та встановленні відкритих кордонів для міжнародних торгових ринків. Лібералізація торгівлі, неоліберальна економічна політика, згідно з якою торгівля повністю дерегулюється, не залишаючи тарифів, квот чи інших обмежень на міжнародну торгівлю, покликана сприяти розвитку економік країн, що розвиваються, та інтегрувати їх у світову економіку. Критики стверджують, що, незважаючи на те, що лібералізація вільної ринкової торгівлі була розроблена для того, щоб надати будь-якій країні можливість досягти економічного успіху, наслідки цієї політики були руйнівними для країн Глобального Півдня, по суті завдавши шкоди їхнім економікам у рабстві Глобальній Півночі. Навіть такі прихильники, як Міжнародний валютний фонд, «прогрес інтеграції був нерівномірним протягом останніх десятиліть».
Зокрема, країни, що розвиваються, були націлені політикою лібералізації торгівлі на імпорт відходів як засобу економічного розширення. Керівна неоліберальна економічна політика стверджує, що шлях до інтеграції в глобальну економіку полягає в участі в лібералізації торгівлі та обміні на міжнародних торгових ринках. Вони стверджують, що менші країни, з меншою інфраструктурою, меншим багатством і меншими виробничими можливостями, повинні приймати небезпечні відходи, щоб збільшити прибутки та стимулювати свою економіку.

## Поточні дебати щодо глобальної торгівлі відходами

### Аргументи на підтримку
Сучасні прихильники глобальної торгівлі відходами стверджують, що імпорт відходів — це економічна операція, яка може принести користь країнам, які мало що можуть запропонувати світовій економіці. Країни, які не мають виробничих потужностей для виробництва високоякісної продукції, можуть імпортувати відходи, щоб стимулювати свою економіку.
Лоуренс Саммерс, колишній президент Гарвардського університету та головний економіст Світового банку, у 1991 році опублікував конфіденційну записку, в якій виступає за глобальну торгівлю відходами. У записці зазначалося:
«Я вважаю, що економічна логіка захоронення вантажу токсичних відходів у країні з найнижчими зарплатами є бездоганною, і ми повинні змиритися з цим… Я завжди вважав, що країни Африки дуже забруднені; їхня якість повітря, ймовірно, дуже неефективно низька порівняно з Лос-Анджелесом… Між вами і мною, чи не повинен Світовий банк заохочувати більшу міграцію брудних галузей до найменш розвинених країн?»
Ця позиція, яка головним чином мотивована економікою та фінансовою вигодою зокрема, демонструє головний аргумент на користь глобальної торгівлі відходами. Інститут Катона опублікував статтю на підтримку глобальної торгівлі відходами, в якій припускає, що «мало доказів того, що небезпечні відходи, які часто є хронічними канцерогенами, сприяють смертності в країнах, що розвиваються». Уточнюючи це питання, у статті стверджується, що «люди в країнах, що розвиваються, розумно приймуть підвищений вплив небезпечних забруднюючих речовин в обмін на можливості підвищити свою продуктивність — і, отже, свій дохід».
Загалом, аргументи на користь глобальної торгівлі відходами здебільшого ґрунтуються на уявленні про те, що країни, що розвиваються, потребують подальшого економічного розвитку. Прихильники припускають, що, беручи участь у глобальній торгівлі відходами, країни Глобального Півдня, що розвиваються, розширять свою економіку та збільшать прибутки.

### Критика
Критики світової торгівлі відходами стверджують, що відсутність регулювання та невдала політика дозволили країнам, що розвиваються, перетворитися на токсичні звалища для небезпечних відходів. Постійно зростаюча кількість небезпечних відходів, які відправляються до країн, що розвиваються, збільшує непропорційний ризик, з яким стикаються люди в цих країнах. Критики наслідків глобальної торгівлі відходами наголошують на величезній кількості небезпечних відходів, з якими доводиться мати справу людям у бідніших країнах. Вони підкреслюють той факт, що більшість небезпечних відходів у світі виробляють західні країни (Сполучені Штати та Європа), але люди, які страждають від негативного впливу цих відходів на здоров'я, походять з бідніших країн, які не виробляли відходів.
Пітер Ньюелл, професор досліджень розвитку, стверджує, що «екологічна нерівність зміцнює та, водночас, відображає інші форми ієрархії та експлуатації за ознаками класу, раси та статі». Стверджуючи, що згубні наслідки торгівлі небезпечними відходами впливають на знедолених більше, ніж на інших, критики глобальної торгівлі відходами припускають, що наслідки викидання небезпечних відходів мають значні наслідки для кольорових людей, жінок і людей з низькими доходами, зокрема.

Критикуючи глобальну торгівлю відходами за відтворення нерівності в глобальному масштабі, багато активістів, організаторів і екологів із постраждалих регіонів Глобального Півдня висловили своє розчарування глобальною політикою торгівлі відходами. Ево Моралес, колишній президент Болівії, виступає проти нинішньої економічної системи, яка примушує до експлуатації його країни та народу. Він стверджує:
«Якщо ми хочемо врятувати планету Земля, врятувати життя та людство, ми зобов'язані покласти край капіталістичній системі. Якщо ми не покінчимо з капіталістичною системою, неможливо уявити, що на цій планеті Земля будуть рівність і справедливість. Ось чому я вважаю, що важливо покласти край експлуатації людей і розкраданню природних ресурсів, покласти край руйнівним війнам за ринки та сировину, розкраданню енергії, особливо викопного палива, до надмірного споживання товарів і до накопичення відходів. Капіталістична система дозволяє нам лише накопичувати відходи».
Жан Франсуа Куадіо, уродженець Африки, який проживає поблизу сміттєзвалища токсичних речовин у Кот-д'Івуарі, пояснює свій досвід із впливом токсичних речовин, які залишаються в його громаді. Великі західні корпорації викидають свої токсичні відходи в Кот-д'Івуар, тому Куоадіо втратив двох дітей через вплив токсичних відходів. Він описує втрату своєї другої доньки Ами Грейс і як лікарі «сказали, що вона страждала від гострої глікемії, спричиненої токсичними відходами». Окрім критиків із Глобального Півдня, дослідники та вчені на Заході почали критикувати нерівномірний розподіл негативних наслідків, які спричиняють скидання небезпечних відходів. Дорсета Тейлор, професор Мічиганського університету, стверджує, що кольорові жінки Сполучених Штатів непропорційно постраждали від цієї політики:
«Чорношкірі жінки були в авангарді боротьби за привернення уваги до проблем, які руйнують спільноти меншин, — таких як утилізація небезпечних відходів; вплив токсинів;… Їхні громади, деякі з найбільш деградованих середовищ… є сховищами відходів капіталістичного виробництва та надмірного споживання. У результаті вони були в авангарді боротьби за екологічну справедливість; вони є засновниками екологічних груп, масовими активістами, дослідниками, організаторами конференцій, керівниками семінарів, лобістами, а також організаторами кампаній і громад»
Т. В. Рід, професор англійських і американських досліджень Університету штату Вашингтон, стверджує, що кореляція між історичним колоніалізмом і токсичним колоніалізмом базується на сприйнятті корінних земель як «відходів». Він стверджує, що західні культури вважали корінну землю «недорозвиненою» та «порожньою», і що люди, які її населяють, менш «цивілізовані». Використовуючи історичні передумови колоніалізму, токсичний колоніалізм відтворює ті самі аргументи, визначаючи землі Глобального Півдня як предмет, який витрачається на західні відходи.

#### Токсичний колоніалізм
Токсичний колоніалізм, визначений як процес, за допомогою якого «нерозвинуті держави використовуються як недорогі альтернативи для експорту або утилізації небезпечних відходів, забруднених розвиненими державами», є основною критикою глобальної торгівлі відходами. Токсичний колоніалізм представляє неоколоніальну політику, яка сьогодні продовжує підтримувати глобальну нерівність через несправедливі системи торгівлі. Токсичний колоніалізм використовує термін колоніалізм, оскільки «характеристики колоніалізму, включаючи економічну залежність, експлуатацію праці та культурну нерівність, тісно пов'язані з новою сферою колоніалізму токсичних відходів».

## Електронні відходи
Електронні відходи, також відомі як електронні відходи, стосуються викинутих електричних або електронних пристроїв. Швидко зростаючий надлишок електронних відходів у всьому світі є результатом швидкого технологічного прогресу, змін у носіях інформації (касети, програмне забезпечення, MP3), падіння цін і запланованого морального старіння. За оцінками, щороку утворюється близько 50 мільйонів тонн електронних відходів, більшість з яких надходить із США та Європи. Більшість цього електронного сміття відправляється до країн Азії та Африки, що розвиваються, для переробки та утилізації.
Різноманітні дослідження вивчали вплив цих електронних відходів на навколишнє середовище та здоров'я людей, які живуть і працюють поблизу звалищ електронних відходів. Важкі метали, токсини та хімічні речовини витікають із цих викинутих продуктів у навколишні водні шляхи та ґрунтові води, отруюючи місцеве населення. Люди, які працюють на цих звалищах, місцеві діти, які шукають речі для продажу, і люди, які живуть у навколишніх громадах, усі піддаються впливу цих смертельних токсинів.
Одним із міст, яке страждає від негативних наслідків торгівлі небезпечними відходами, є Гуйюй, Китай, який називають світовим звалищем електронних відходів. Можливо, це найбільше у світі звалище електронних відходів, де робітники щороку демонтують понад 1,5 мільйона фунтів непотрібних комп'ютерів, мобільних телефонів та інших електронних пристроїв.

## Попіл смітєспалювальних установок
Попіл із сміттєспалювальних установок — це попіл, який утворюється, коли сміттєспалювальні установки спалюють відходи з метою їх утилізації. Спалювання має багато забруднювальних ефектів, які включають потенційний викид різноманітних небезпечних металів у фільтрат (воду, що просочується крізь золу), якщо воно неконтрольоване на сучасному заводі з перетворення відходів у енергію (WTE). У Північній Америці завдяки контролю за навколишнім середовищем заводу фільтрат попелу Waste to Energy неодноразово перевірявся протягом багатьох років на десятки заводів WTE як нетоксичний.

### Інцидентна Хіанському морі
Прикладом скидання попелу зі сміттєспалювальних заводів на Глобальний Південь з Глобальної Півночі в рамках несправедливого торговельного обміну є інцидент із утилізацією відходів у Хіанському морі. Вантажне судно Khian Sea, перевозячи 14 000 тонн попелу зі сміттєспалювального заводу у Філадельфії, мало утилізувати відходи. Однак, отримавши відмову від Домініканської Республіки, Панами, Гондурасу, Бермудських островів, Гвінеї-Бісау та Голландських Антильських островів, екіпаж нарешті викинув частину попелу поблизу Гаїті. Після зміни назви судна двічі, щоб спробувати приховати оригінальну ідентичність, Сенегал, Марокко, Ємен, Шрі-Ланка та Сінгапур все ж заборонили вхід кораблю. Після постійних відхилень вважається, що попіл було утилізовано в Атлантичному та Індійському океанах. Після цієї катастрофи у поводженні з небезпечними відходами уряд Гаїті заборонив будь-який імпорт відходів, що призвело до руху за визнання всіх катастрофічних наслідків цієї глобальної торгівлі відходами. На основі інциденту з утилізацією відходів у Хіанському морі та подібних подій Базельська конвенція була написана, щоб протистояти тому, що в країнах, що розвиваються, відомо як «токсичний колоніалізм». Він був відкритий для підписання в березні 1989 року і набув чинності в травні 1992 року. США підписали договір, але ще не ратифікували його.

## Хімічні відходи
Хімічні відходи — надлишок і непридатні для використання відходи небезпечних хімічних речовин, які в основному виробляються великими заводами. Утилізувати його надзвичайно важко і дорого. Він створює багато проблем і ризиків для здоров'я під час впливу, і його необхідно ретельно обробляти на підприємствах з переробки токсичних відходів.

### Італія скидає небезпечні хімічні речовини в Нігерію
Одним із прикладів експорту хімічних відходів із Глобальної Півночі на Глобальний Південь стала подія італійського бізнесмена, який намагався уникнути європейських економічних правил. Нібито експортувавши 4000 тонн токсичних відходів, що містять 150 тонн поліхлорованих біфенілів або ПХБ, італійський бізнесмен заробив 4,3 мільйона доларів на доставці небезпечних відходів до Нігерії. Fordham Environmental Law Review опублікував статтю, в якій детально пояснюється вплив токсичних відходів на Нігерію:
«Помилково позначивши сміття як добрива, італійська компанія обдурила пенсіонера/неграмотного лісового робітника, щоб він погодився зберігати отруту у своєму дворі в нігерійському річковому порту Коко всього за 100 доларів на місяць. Ці токсичні хімікати потрапили під жарке сонце та дітей, які гралися поруч. Вони потрапили у систему водопостачання Коко, що призвело до смерті дев'ятнадцяти жителів села, які їли заражений рис із сусідньої ферми».
Це лише один приклад того, як традиційний торговельний потік із розвинутих західних країн серйозно, несправедливо та непропорційно вплинув на країни, що розвиваються, на Глобальному Півдні.

### Розбирання кораблів в Азії

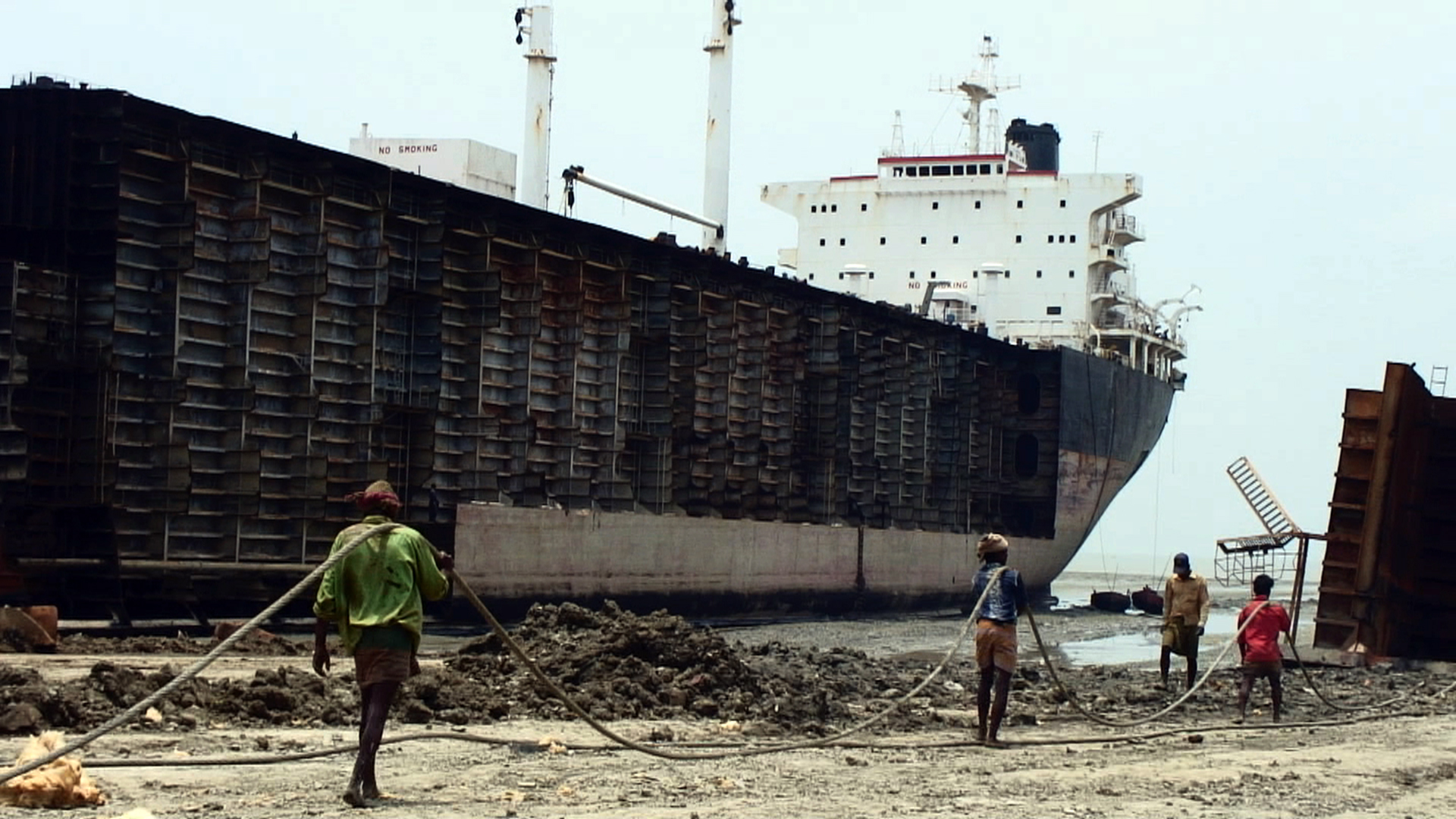
Розбирання кораблів у Читтагонзі, Бангладеш

Ще однією небезпекою для країн, що розвиваються, є дедалі більша проблема поломки суден, яка виникає переважно в Азії. Промислово розвинені країни, які прагнуть вилучити вживані судна, вважають, що дешевше відправити ці кораблі в Азію для демонтажу. Китай і Бангладеш вважаються двома центрами розбирання кораблів в Азії. Одна з головних проблем полягає в тому, що ці кораблі, які зараз занадто старі, щоб продовжувати, були побудовані в той час, коли було менше екологічних норм. У екологічному бюлетені дослідники демонструють величезний вплив цього нового токсичного сектору торгівлі на працівників і навколишнє середовище. По-перше, старі кораблі містять шкідливі для здоров'я речовини, такі як азбест, оксид свинцю, хромати цинку, ртуть, миш'як і трибутилолово. Крім того, працівники, які займаються розбиранням суден у Китаї та інших країнах, що розвиваються, традиційно не мають належного обладнання чи захисного спорядження під час роботи з цими токсичними речовинами.

## Пластикові відходи
Торгівля пластиковими відходами була визначена як основна причина морського сміття. Країнам, які імпортують пластикові відходи, часто не вистачає потужностей для переробки всього матеріалу. У результаті Організація Об'єднаних Націй заборонила торгівлю пластиковими відходами, якщо вони не відповідають певним критеріям.

## Вплив
Глобальна торгівля відходами негативно вплинула на багатьох людей, особливо в бідніших країнах, що розвиваються. У цих країнах часто немає безпечних процесів або засобів переробки, і люди переробляють токсичні відходи голими руками. Небезпечні відходи часто неправильно утилізуються або обробляються, що призводить до отруєння навколишнього середовища та призводить до хвороб і смерті людей і тварин. Багато людей захворіли або померли через небезпечний спосіб поводження з цими небезпечними відходами.

### Вплив на навколишнє середовище
Торгівля небезпечними відходами має катастрофічний вплив на довкілля та природні екосистеми. Різноманітні дослідження досліджують, як концентрація стійких органічних забруднювачів отруїла території навколо сміттєзвалищ, вбивши багатьох птахів, риб та інших диких тварин. Хімічні концентрації важких металів містяться в повітрі, воді, ґрунті та осадах у цих токсичних звалищах та навколо них, і рівні концентрації важких металів у цих зонах надзвичайно високі та токсичні.

### Наслідки для здоров'я людини
Торгівля небезпечними відходами завдає серйозної шкоди здоров'ю людей. Люди, які живуть у країнах, що розвиваються, можуть бути більш уразливими до небезпечних наслідків торгівлі небезпечними відходами, і особливо схильні до ризику розвитку проблем зі здоров'ям. Методи утилізації цих токсичних відходів у країнах, що розвиваються, піддають широке населення (включно з майбутніми поколіннями) впливу високотоксичних хімікатів. Ці токсичні відходи часто утилізуються на відкритих звалищах, спалюються в сміттєспалювальних заводах або під час інших небезпечних процесів. Під час обробки цих токсичних хімікатів працівники практично не носять захисного спорядження та піддаються впливу цих токсинів через прямий контакт, вдихання, контакт із ґрунтом і пилом, а також через ротове споживання забрудненої їжі та питної води місцевого виробництва. Проблеми зі здоров'ям, які є результатом цих небезпечних відходів, впливають на людей, спричиняючи рак, діабет, зміни нейрохімічного балансу, гормональні збої через ендокринні руйнівники, зміни шкіри, нейротоксичність, пошкодження нирок, печінки, захворювання кісток, емфізему легень, овотоксичність, репродуктивні порушення та багато інших смертельних хвороб. Неналежна утилізація цих небезпечних відходів створює смертельні проблеми зі здоров'ям і становить серйозний ризик для здоров'я населення.

### В політиці
24 квітня 2018 року президент Філіппін Родріго Дутерте пригрозив оголосити війну, якщо Канада знову не зможе забрати 64 тонни сміття, яке вони помилково помітили як придатне для переробки. Зазначені вантажі сміття з Канади були відправлені приватною компанією, яка переробляла пластик у минулому 2016 році. Дутерте вже відомий кричущими коментарями та агресивною поведінкою. Під час саміту АСЕАН, який проходив у Манілі, Філіппіни, прем'єр-міністр Джастін Трюдо був присутній і отримав суперечливе запитання, які дії вони можуть зробити для вирішення цієї проблеми. Трюдо пообіцяв, що вони повернуть канадське сміття з Філіппін, але через два роки це було скомпрометовано. Дутерте дав уряду Канади час до 30 травня, інакше верховний суд Філіппін передасть справу в міжнародний суд. Це також відоме як філіппінсько-канадська війна за відходи.
Через місяць Малайзія стала другою азійською країною, яка посилила боротьбу з незаконну торгівлю сміттям з Канади, Великої Британії, Японії та США. За словами міністра навколишнього середовища Малайзії; Йо Бі Інь зробив рішучу заяву, що малазійці не будуть приймати сміття з розвинених країн, оскільки це суперечить правам людини в Малайзії.
Наразі Китай також обмежує імпорт сміття з розвинених країн, і тепер наступним сміттєзвалищем розвинених країн стали такі азіатські країни, такі як Таїланд, Індонезія, В'єтнам і М'янма.

## Міжнародні відповіді на проблеми глобальної торгівлі відходами
Існують різні міжнародні реакції на проблеми, пов'язані з глобальною торгівлею відходами, і численні спроби врегулювати її протягом понад тридцяти років. Торгівлю небезпечними відходами виявилося складно регулювати, оскільки існує дуже багато відходів, які продаються, а закони часто важко забезпечити. Крім того, у цих міжнародних угодах часто є великі лазівки, які дозволяють країнам і корпораціям скидати небезпечні відходи небезпечними способами. Найпомітнішою спробою врегулювати торгівлю небезпечними відходами стала Базельська конвенція.

### Міжнародні договори та відповідне торгове право

#### Базельська конвенція
Базельська конвенція про контроль за транскордонним переміщенням небезпечних відходів та їх видаленням, зазвичай відома як Базельська конвенція, є міжнародним договором, який відіграє вирішальну роль у регулюванні транснаціонального переміщення небезпечних відходів. Базельська конвенція була створена в 1989 році та намагається врегулювати торгівлю небезпечними відходами, зокрема, щоб запобігти скиданню небезпечних відходів із більш розвинених країн у менш розвинені країни. Базельська конвенція була розроблена після серії резонансних випадків, коли великі обсяги токсичних відходів були викинуті в менш розвинені країни, отруюючи людей і навколишнє середовище. Конвенція спрямована на скорочення утворення небезпечних відходів, а також на контроль і скорочення їх транскордонної торгівлі.
Конвенція була відкрита для підписання 22 березня 1989 року та офіційно набула чинності 5 травня 1992 року. Станом на травень 2014 року сторонами Конвенції є 180 держав і Європейський Союз. Гаїті та Сполучені Штати підписали Конвенцію, але не ратифікували.

#### ENFORCE
Екологічна мережа для оптимізації дотримання нормативних вимог щодо незаконного обігу (ENFORCE) — це агентство, у якому працюють відповідні експерти, щоб сприяти дотриманню Базельської конвенції. Це міжнародний орган, створений для вирішення транскордонних питань міжнародної торгівлі небезпечними відходами. Оскільки питання транснаціональної торгівлі небезпечними відходами перетинає багато кордонів і впливає на багато країн, було важливо мати багатонаціональну багатосторонню організацію, яка керувала б цими справами. Члени ENFORCE включають по одному представнику від кожного з п'яти регіонів ООН, які є сторонами Конвенції, а також п'ять представників регіональних і координаційних центрів Базельської конвенції на основі справедливого географічного представництва. Члени таких організацій, як Екологічна програма ООН (ЮНЕП), Міжнародна організація кримінальної поліції (ІНТЕРПОЛ), НУО, які працюють над запобіганням і припиненням незаконного обігу, наприклад Базельська мережа дій (BAN), і багато інших організацій також мають право стати членами ENFORCE.

#### Протокол про відповідальність та компенсацію
У 1999 році Базельська конвенція прийняла Протокол про відповідальність і компенсацію, спрямований на вдосконалення регуляторних заходів і кращий захист людей від небезпечних відходів. Протокол про відповідальність і компенсацію намагається «призначити відповідні процедури відповідальності, якщо транскордонне переміщення небезпечних відходів призводить до шкоди здоров'ю людини та навколишньому середовищу». Протокол «встановлює сувору відповідальність за збитки в ситуаціях, пов'язаних зі сторонами Базельської конвенції, але лише тоді, коли вони зберігають контроль над небезпечними відходами через свої відповідні органи, що повідомляють, транспортують або видаляють». Він спрямований на регулювання та забезпечення дотримання країнами та корпораціями законів Базельської конвенції. Однак цей Протокол залишається непідписаним більшістю країн, тому його застосування обмежене.

#### Конвенція Ломе IV і Угода Котону
Щоб захистити себе від несправедливого скидання небезпечних відходів, країни Африки, Карибського басейну та Тихого океану (АКТ) підписали Конвенцію Ломе IV, яка є доповненням до Базельської конвенції та забороняє «експорт небезпечних відходів з Європейського Співтовариства до держав АКТ». Ця Конвенція є спробою країн, що розвиваються, захистити себе від західних країн, які експортують свої відходи до бідніших країн через торгівлю небезпечними відходами. Коли в 2000 році закінчився термін дії Конвенції Ломе IV, країни АКТ та європейські країни уклали нову угоду, відому як Угода Котону, яка «визнає існування непропорційних ризиків у країнах, що розвиваються, і прагне захистити від невідповідних перевезень небезпечних відходів до цих країн.»

#### Бамакська конвенція
У 1991 році численні африканські країни, що розвиваються, зустрілися, щоб обговорити своє невдоволення Базельською конвенцією щодо регулювання захоронення небезпечних відходів у їхніх країнах, і розробили заборону на імпорт небезпечних відходів у свої країни під назвою Бамакська конвенція. Бамакська конвенція відрізняється від Базельської конвенції тим, що Бамако «по суті забороняє імпорт усіх небезпечних відходів, утворених за межами ОАЄ [Організації африканської єдності] для утилізації або переробки, і вважає будь-який імпорт із країни, що не є Стороною, незаконними діями». Однак ці країни не змогли ефективно реалізувати положення Конвенції та не змогли запобігти звалищам токсичних відходів через обмежені ресурси та відсутність потужних правоохоронних органів. Тому застосування Бамакської конвенції було дуже обмеженим.

### Критика цих відповідей
Лора Пратт, експерт з торгівлі небезпечними відходами, стверджує, що, незважаючи на місцеві та міжнародні спроби регулювати торгівлю небезпечними відходами, «поточні міжнародні угоди, як поширені, юридично обов'язкові угоди, так і спеціальні програми між невеликими групами країн, не досягли успіху. був настільки успішним у ліквідації колоніалізму з токсичними відходами, як і сподівалися прихильники». Вона пояснює, що в поточній системі є різні лазівки, які дозволяють продовжувати викидати токсичні відходи, а токсичний колоніалізм залишатися безконтрольним. Деякі з проблем, пов'язаних із цими міжнародними угодами, включають триваючі незаконні поставки та нечіткі визначення термінів.

#### Шахрайські відправлення та приховування
Пратт пояснює, що, незважаючи на спроби врегулювати незаконне звалище, «[часто] небезпечні відходи просто переміщуються за фальшивими дозволами, хабарями, неналежними етикетками або навіть під приводом „переробки“, що є зростаючою тенденцією». Компанії часто експортують свої небезпечні відходи до бідніших країн через нелегальну контрабанду. Міжнародні організації висловлюють занепокоєння щодо незаконного скидання відходів, але спробам регулювати цей ринок перешкоджає відсутність можливості контролювати торгівлю, оскільки багато країн не мають жодних авторитетних законодавчих органів, які б запобігали чи покарання за незаконний обіг небезпечних відходів. Крім того, Пратт пояснює, що без узгоджених міжнародних методів забезпечення дотримання правил країнам надзвичайно важко «контролювати незаконну торгівлю небезпечними відходами через невідповідність між ресурсами правозастосування та одноманітністю регулювання». Країни, що розвиваються, продовжують нести основний тягар цієї незаконної діяльності та часто не мають ресурсів або можливостей захистити себе.

#### Проблеми з юридичними визначеннями
Іншою проблемою, пов'язаною з Базельською конвенцією та іншими міжнародними угодами щодо регулювання торгівлі відходами, є складність встановлення чітких, єдиних визначень щодо відходів. Ці надто широкі та неоднозначні визначення спричиняють проблеми з міжнародними угодами, оскільки різні сторони по-різному тлумачать мову угод і, таким чином, діють відповідно. Наприклад, «відсутність розмежування між „відходами“ та „продуктами“ в конвенції та нечіткі критерії „небезпечних“ дозволили продовжувати експорт „небезпечних відходів“ під маркуванням товарів або сировини, незважаючи на те, що ці відходи все ще становлять ризик для навколишнього середовища та здоров'я країн, що розвиваються».